# 나베 나베 마하나

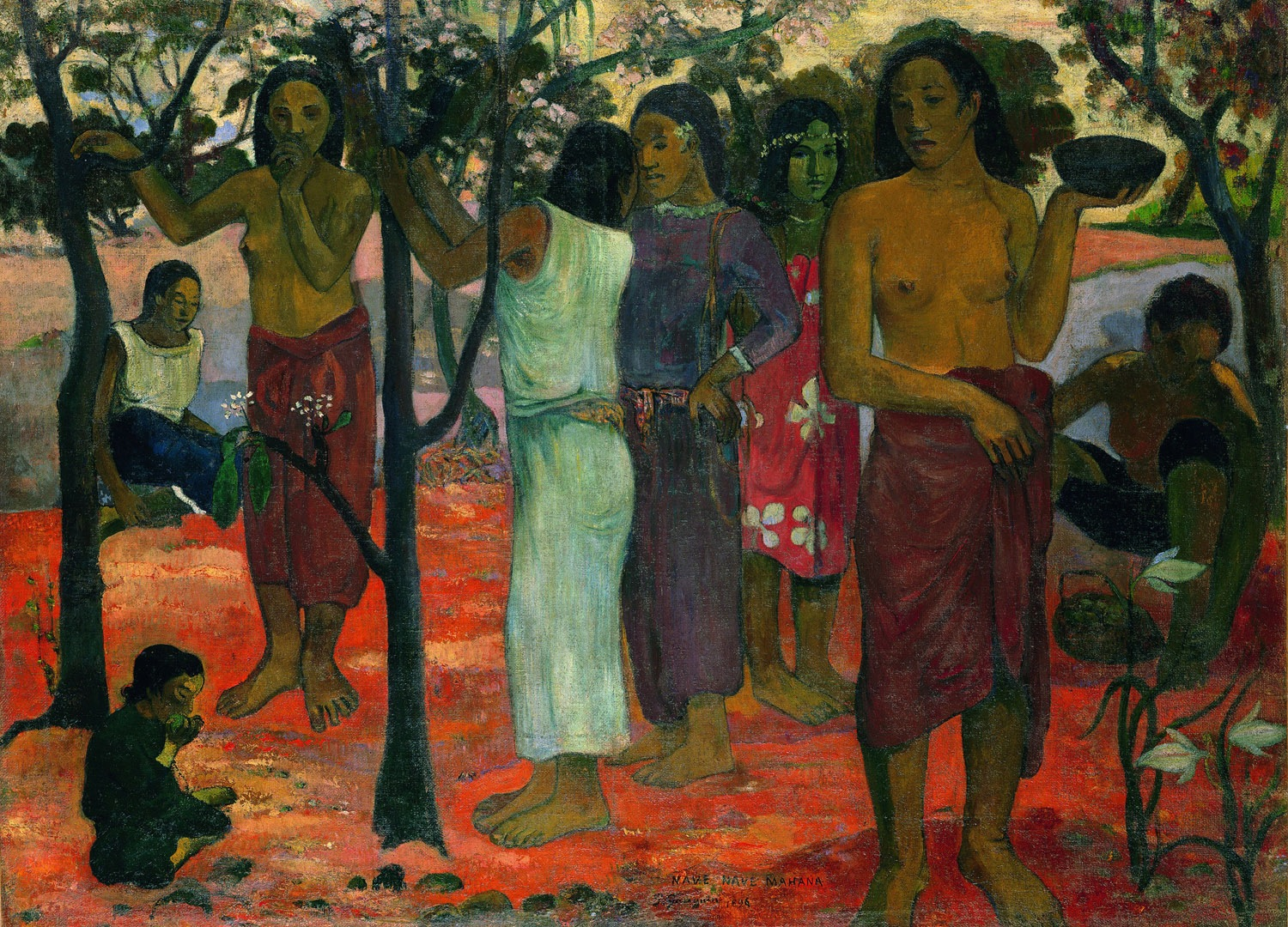

나베 나베 마하나(Nave Nave Mahana) 혹은 즐거운 나날, 멋진 나날은 1896년 폴 고갱의 작품이다. 리옹 미술관에 소장되어 있다. 고갱이 낳은 작품은 회화로 쓰여진 문학이며 시였다. 우키요에(浮世繪)의 기법을 단적으로 채용한 작가로, 종래의 빛이나 그늘이나 둥근 모양 등 모든 상식을 떠나서, 이전에는 서양화에서 보지 못했던 평면적인 묘사를 하고 있다. 그것은 깊이 제재를 생각하고, 결정적으로 정리한 다음 그것을 전개시키는 회화로서, 사물을 그저 보는 그대로 그리는 묘사와는 전혀 그 자세가 다르다. 그 독자적인 표현은 퐁 타뱅 시대부터 나타나는데, 타히티섬에 가 있을 때 낙원의 꽃이 피듯 발전했다.
열대의 빛으로 자연은 색채를 발하고 있다. 거기에 그 이상으로 즐거운 것은, 문화의 사악(邪惡)을 모르는 토착민의 그 단순함과 자연이었다. 고갱은 기도하듯이, 어떤 때에는 영탄(詠歎)하듯이 생활에 파고들어 낙토(樂土)의 신비를 그리고 있다. 작품은 때로 몽환(夢幻)의 매력을 띠어서 이 <즐거운 나날>도 진귀할 정도로 밝은 면을 가득 풍기고 있다. 화면에서 눈길을 끄는 것은, 그 대지의 희색(喜色)을 풍기게 하는 주홍색이다. 화면에는 신비롭게 보이는 여성들이 나뭇가지에서 과일을 따고 있는 듯하다. 여성들의 발은 땅을 굳건하게 딛고 있다. 여성들의 뒤로는 노란 하늘이 보인다. 얼어붙어 있는 듯하면서 감정 없이 침묵에 잠긴 표정으로 눈을 내리깐 이들의 얼굴은 아마 작가의 고립감과 작품을 그릴 당시의 건강 악화를 나타내는 듯하다.
다섯 사람의 줄지은 인상(人像)은 봄날 같은 관능(官能)을 띠고, 허리의 붉은색은 밝게 반사되고, 나무는 점점이 꽃을 달고 있고, 어린이들이 즐겁게 먹고 있는 정경은 붉은 색조가 잘 짜여진 매력을 낳고 있다.
고갱은 작품에는 어둡고 신비로운 작품도 있는데 평면적인 표현은 크게 색채를 대조시켜서 중후함을 이룩한 매력을 낳아, 그 이국적(異國的) 분위기를 품위 높은 회화시(繪畵詩)로서 그리고 있다.